# Babiole et Zou
Babiole et Zou est une série de bande dessinée parue la première fois, en 1962, dans le Journal de Tintin.
- Scénario et dessins : Greg.

## Synopsis
Babiole et Zou sont deux jeunes journalistes, une femme et un homme. Ils se retrouvent, bien malgré eux, plongés dans toutes sortes d’intrigues comico-policières dont ils sortent indemnes.

## Albums
- 1981 : Les grosses têtes - Tirage limité à 1800 exemplaires, 30 pages en noir et blanc aux éditions Jonas.
- 1985 : Babiole et Zou - Album cartonné aux éditions Le Lombard, 30 pages en couleur
- 2013 : Les grosses têtes - éditions Pan Pan, 30 pages en couleur.

## Publication
Cette série de bande dessinée est parue dans le magazine le journal de Tintin.
- 2 grands récits de 30 planches, en 1962 et en 1963.
- 5 petits récits de 5 planches